# Мили Ванили
„Мили Ванили“ (на английски: Milli Vanilli) е германско-френски ритъм енд блус дует от Мюнхен, Германия. Групата е основана от Франк Фариан през 1988 г. и се състои от Фаб Морван и Роб Пилатус. Техният дебютен албум All or Nothing, издаден в Европа, преконфигуриран като Girl You Know It's True в Съединените американски щати, постига международен успех и им донася награда „Грами за най-добър нов изпълнител“ на 21 февруари 1990 г.
С милиони продадени записи те се превръщат в една от най-популярните поп групи в края на 80-те и началото на 90-те години на 20-и век. Успехът им обаче се превръща в позор, когато се разбира, че Фаб Морван и Роб Пилатус не пеят нито един от вокалите в музикалните си издания. Всичко това налага и ги принуждава да върнат наградата си „Грами за най-добър нов изпълнител“. През 1998 г. те се завръщат и записват нов албум, озаглавен Back and in Attack, но издаването му е отменено, след като Роб Пилатус умира на 32-годишна възраст.

### Студийни албуми
- All or Nothing (1988)
- Girl You Know It's True (1989)
- The Moment of Truth (1991) (като Истинските „Мили Ванили“)